# Мордовская государственная филармония
Мордовская государственная филармония - Республиканский дворец культуры — республиканское учреждение культуры в Саранске, одна из старейших филармоний России. Основана в 1943 году.

## История
Мордовская государственная филармония является одной из старейших культурных организаций России. На основании Приказа №368 Комитета по делам искусств при Совете Народных Комиссаров СССР 16 августа 1943 года было организовано Республиканское учреждение культуры на базе Концертно-эстрадного бюро. До 1962 года в составе данного учреждения культуры свою деятельность осуществляли Государственный ансамбль песни и танца «Умарина», Темниковский оркестр русских народных инструментов, вокальные и инструментальные ансамбли, работали солисты — инструменталисты и вокалисты, артисты художественного слова. С 1963 по 1979 год филармония не осуществляла свою деятельность, её функции исполнял концертный отдел Мордовского музыкально-драматического театра, руководителем которого был заслуженный артист России Д.И. Еремеев). 
С 1979 года Мордовская филармония возобновила свою творческую деятельность. 

## Музыкальные коллективы и солисты
Последние три десятилетия для филармонии являются наиболее продуктивными. Именно в это время начали свою творческую работу новые коллективы: 
- 1978 - эстрадный ансамбль «Вастома»,
- 1979 - фольклорный ансамбль «Келу»,
- 1980 - «Лайме»,
- 1994 - ансамбль современной народной песни «Росичи» (мордовский государственный театр песни «Росичи»),
- 1995 - «С песней по России»,
- 1996 - ансамбль народного танца «Лейне»,
- 1998 - «Светлица» (ансамбль «Девчата»),
- 2002 - шоу-балет «Арт-вижн» (театр танца «Арт-вижн»),
- 2003 - ансамбль казачьей песни и пляски «Разгуляй»,
- 2004 - эстрадный вокальный хореографический ансамбль «Арсема».

## Деятельность
При Мордовской филармонии в настоящее время работают музыкальный лекторий (музыковеды:  Л.С.Носенкова и Ф.А.Шкермонтова), детская хореографическая студия «Тропинка». На территории Республики Мордовия учреждение постоянно организует концерты творческих коллективов (симфонического оркестра, хора, ансамблей, оркестра народных инструментов  и т.д.) и мастеров искусств из Москвы, Санкт-Петербурга, Казани, Украины, Белоруссии, Финляндии, Эстонии, Венгрии и других регионов и государств.

## Руководство
В разные годы руководителями учреждения были: Ю.В.Ильин, В.В.Медведский, А.И.Марычев, М.И.Нахимовский, И.И.Поршин. Художественными руководителями работали: И.В.Бегаев, С.В.Балабан, Д.И.Еремеев, А.П.Путушкин, А.Б.Харламов. Огромный вклад в развитие филармонии внёс заслуженный работник культуры РМ Н.Ф. Серкин, который работал директором с 1992 по 2008 год. 
С августа 2008 по январь 2013 года руководил учреждением заслуженный деятель искусств РМ В.И. Шарапов, который до своего назначения на должность директора был главным режиссёром филармонии. С 2013 года директором учреждения является заслуженный работник культуры РМ С.Н. Кузьмин.

## Здание и зал филармонии
Мордовская государственная филармония расположилась в здании по адресу: улица Пролетарская, 39. 
Зал филармонии вмещает 1040 посадочных мест, из которых 658 в партере и 382 на балконе. Сцена представлена глубиной 15,9 метра и шириной 13 метров. 